# Pseudobryum speciosum
Pseudobryum speciosum är en bladmossart som beskrevs av T. Koponen 1968. Pseudobryum speciosum ingår i släktet källpraktmossesläktet, och familjen Mniaceae. Inga underarter finns listade i Catalogue of Life.